# Amber (Zelazny)
Amber of de Amber-reeks is een succesvolle serie fantasy-boeken van de Amerikaanse schrijver Roger Zelazny, die veelvuldig vertaald zijn. Eigenlijk zijn het twee series boeken van elk vijf delen. "Amber" is ook de locatie waar deze zich deels afspelen: het is een koninkrijk in een fictionele wereld. 

## Fictionele wereld
Amber is het enige, ware Koninkrijk. Daarnaast zijn er oneindig veel parallelle werelden. Deze zijn allemaal Schaduwen, afspiegelingen van het enige en ware Amber, maar allemaal verschillend. De natuurwetten werken ook telkens iets verschillend in elke Schaduw, en de bewoners lijken niet noodzakelijk veel op mensen. Ook de Aarde is een van die Schaduwen. 
In Amber regeert koning Oberon; zijn zonen en dochters hebben het vermogen deze Schaduwen te bereiken maar zijn verwikkeld in een voortdurende politieke strijd om in aanmerking te komen voor de troon. Een strijd die zich voortzet tot in de verste Schaduwen.
Centraal in de magie van Amber is het Patroon. De afstammelingen van Oberon hebben allemaal de gave om het Patroon te kunnen doorlopen, al vergt dit wel grote geestelijke inspanning. Vanaf dan kunnen zij door de Schaduwen van Amber reizen. Het symbool van Amber is de Eenhoorn; maar deze laat zich niet vaak zien. Amber is een bron van orde en stabiliteit.
Ver weg van Amber liggen de Hoven van Chaos, met een tegenhanger van het Patroon, het zogenaamde Logrus. Het symbool van deze Hoven is de Slang: de continue verandering. De Schaduwen van de Hoven zijn vreemder (vanuit aards perspectief) dan die van Amber. Over het algemeen is het niet makkelijk om van de Schaduwen van de Hoven naar de Schaduwen van Amber te reizen.

### Magische technieken
De nakomelingen van Oberon zijn allemaal sterker dan mensen en hebben het vermogen sneller te genezen. Er zijn allerlei magische attributen en technieken, maar deze zijn in de regel uniek, en gebonden aan één persoon.
Uitzondering zijn de Troeven; de meeste afstammelingen van Oberon hebben een set Troeven. Deze maken instantaan communicatie mogelijk, ook als beide partijen zich in verschillende Schaduwen bevinden. Via de Troeven is ook transport mogelijk, wederom eveneens tussen verschillende Schaduwen.

## Titels
De eerste serie draait om Prins Corwin van Amber, die aan het begin van de serie geen vermoeden heeft van zijn ware identiteit:
- Nine Princes in Amber (1970) (Nederlands: Prinsen van Amber/De negen prinsen)
- The Guns of Avalon (1972) (Nederlands: De weg naar Amber)
- Sign of the Unicorn (1975) (Nederlands: Het ware Amber)
- The Hand of Oberon (1976) (Nederlands: De hand van Oberon)
- The Courts of Chaos (1978) (Nederlands: De Hoven van Chaos)

De tweede serie draait om Merlin, de zoon van Corwin. Merlin is een magiër en software-expert:
- Trumps of Doom (1985) (Nederlands: Het spel van Merlijn)
- Blood of Amber (1986) (Nederlands: Bloed van Amber)
- Sign of Chaos (1987) (Nederlands: Een teken uit Chaos)
- Knight of Shadows (1989) (Nederlands: Ridder van Schaduw)
- Prince of Chaos (1991) (Nederlands: Prins van Chaos)

Er zijn ook meerdere verzamelbundels uitgeven. In Nederland wordt de Amber-reeks uitgegeven door uitgeverij Prisma Pockets.

## Algemene karakteristieken
De serie leest heel vlot waarbij telkens een nieuw aspect van de fictionele wereld, of de magie daarin, ontdekt wordt. Het verhaal focust op de familie-relaties van de hoofdpersonen, waarbij steeds blijkt dat er meer achter allerlei gebeurtenissen zit dan eerder gedacht en dat er meer familieleden zijn dan vermoed.

## Verder
Zelazny zelf heeft nog diverse losse verhalen gepubliceerd, die handelingen in deze reeks toelichten of aanvullen.
Later is nog een serie prequels van de hand van John Gregory Betancourt verschenen (Zelazny had in zijn testament verboden een vervolg te schrijven). Deze serie is bij vier delen blijven steken: daarmee was ze niet af.